# رجب ميداني
رجب ميداني (بالألبانية: Rexhep Qemal Mejdani‏) هو الرئيس الثالث للجمهورية الألبانية، تولى الرئاسة خلفا صالح بريشا في 24 يوليو 1997م حتى 24 يوليو 2002م حيث تولى الفريد مويسيو الرئاسة.
ولد رجب ميداني في 17 أغسطس 1944م في العاصمة الألبانية تيرانا.